# FK Rudar Ugljevik
FK Rudar Ugljevik je nogometni klub iz Ugljevika, entintet Republike Srpske.
Trenutačno se natječe u Drugoj ligi RS.

## Povijest i uspjesi
Klub je osnovan 1925. u Ugljeviku na mjestu gdje se nalazi rudnik ugljena u Ugljeviku koji je nastao 1899.
Uspjesi:
- prvak Republike Srpske u sezonama: 1996./97. i 1997./98.
- Kup Republike Srpske u sezonama: 1997./98. i 1998./99.
- Superkup Republike Srpske u sezoni 1997.
- Sudjelovanje u premijer ligi u sezoni: 2002./03., 2003./04. i 2004./05.